# Damernas trampolin i gymnastik vid olympiska sommarspelen 2008
Damernas trampolin i gymnastik vid olympiska sommarspelen 2008 avgjordes den 18 augusti.

## Medaljörer
| Gren               | Guld          | Silver                | Brons                       |
| Damernas trampolin | He Wenna Kina | Karen Cockburn Kanada | Ekaterina Chilko Uzbekistan |

## Kvalomgång
| Placering | Gymnast                   | Obligatoriskt | Frivilligt | Straff | Totalt | Noteringar |
| --------- | ------------------------- | ------------- | ---------- | ------ | ------ | ---------- |
| 1         | He Wenna (CHN)            | 30.1          | 37.1       |        | 67.2   | Q          |
| 2         | Irina Karavaeva (RUS)     | 29.7          | 36.7       |        | 66.4   | Q          |
| 3         | Rosannagh MacLennan (CAN) | 29.9          | 36.1       |        | 66.0   | Q          |
| 4         | Karen Cockburn (CAN)      | 28.6          | 37.0       |        | 65.6   | Q          |
| 5         | Luba Golonvia (GEO)       | 28.7          | 36.2       |        | 64.9   | Q          |
| 6         | Olena Movtjan (UKR)       | 28.1          | 36.7       |        | 64.8   | Q          |
| 7         | Anna Dogonadze (GER)      | 29.7          | 34.6       |        | 64.3   | Q          |
| 8         | Yekaterina Xilko (UZB)    | 29.1          | 34.8       |        | 63.9   | Q          |
| 9         | Tatsiana Piatrenia (BLR)  | 28.6          | 35.2       |        | 63.8   | R          |
| 10        | Claire Wright (GBR)       | 29.1          | 34.0       |        | 63.1   | R          |
| 11        | Natalia Tjernova (RUS)    | 29.0          | 34.0       |        | 63.0   |            |
| 12        | Haruka Hirota (JPN)       | 28.5          | 34.1       |        | 62.6   |            |
| 13        | Erin Blanchard (USA)      | 27.1          | 33.8       |        | 60.9   |            |
| 14        | Shanshan Huang (CHN)      | 30.0          | 29.0       |        | 59.0   |            |
| 15        | Lenka Popkin (CZE)        | 25.8          | 31.8       |        | 57.6   |            |
| 16        | Ana Rente (POR)           | 27.1          | 4.5        |        | 31.6   |            |

- Q = Kvalificerad till final
- R = Reserv

## Final
| Placering | Gymnast                   | Utförande | Utförande | Utförande | Utförande | Utförande | Svårighet | Straff | Totalt |
| Placering | Gymnast                   | J1        | J2        | J3        | J4        | J5        | Svårighet | Straff | Totalt |
| --------- | ------------------------- | --------- | --------- | --------- | --------- | --------- | --------- | ------ | ------ |
|           | He Wenna (CHN)            | 7.8       | 7.6       | 7.8       | 7.9       | 7.7       | 14.5      | 0      | 37.8   |
|           | Karen Cockburn (CAN)      | 7.5       | 7.3       | 7.5       | 7.6       | 7.5       | 14.4      | 0      | 37.0   |
|           | Yekaterina Xilko (UZB)    | 7.5       | 7.6       | 7.4       | 7.5       | 7.5       | 14.4      | 0      | 36.9   |
| 4         | Olena Movtjan (UKR)       | 7.7       | 7.6       | 7.7       | 7.3       | 7.4       | 13.9      | 0      | 36.6   |
| 5         | Irina Karavaeva (RUS)     | 7.1       | 7.1       | 7.2       | 7.2       | 7.4       | 14.7      | 0      | 36.2   |
| 6         | Luba Golonvia (GEO)       | 7.4       | 7.5       | 7.7       | 7.6       | 7.7       | 13.3      | 0      | 36.1   |
| 7         | Rosannagh MacLennan (CAN) | 7.0       | 6.7       | 6.8       | 7.3       | 7.3       | 14.4      | 0      | 35.5   |
| 8         | Anna Dogonadze (GER)      | 3.6       | 3.5       | 3.6       | 4.0       | 3.5       | 8.2       | 0      | 18.9   |